# Parksosaurus
Parksosaurus (significado: "Lagarto de  William Parks" (primeiro paleontologista a descrever o fóssil) é um dinossauro da família Hypsilophodontidae, ornithopoda da época do  Maastrichtiano recente. É formado em grande parte por em esqueleto articulado e crânio parcial, descoberto em Alberta, Canadá. Era um pequeno dinossauro bípede e herbívoro.

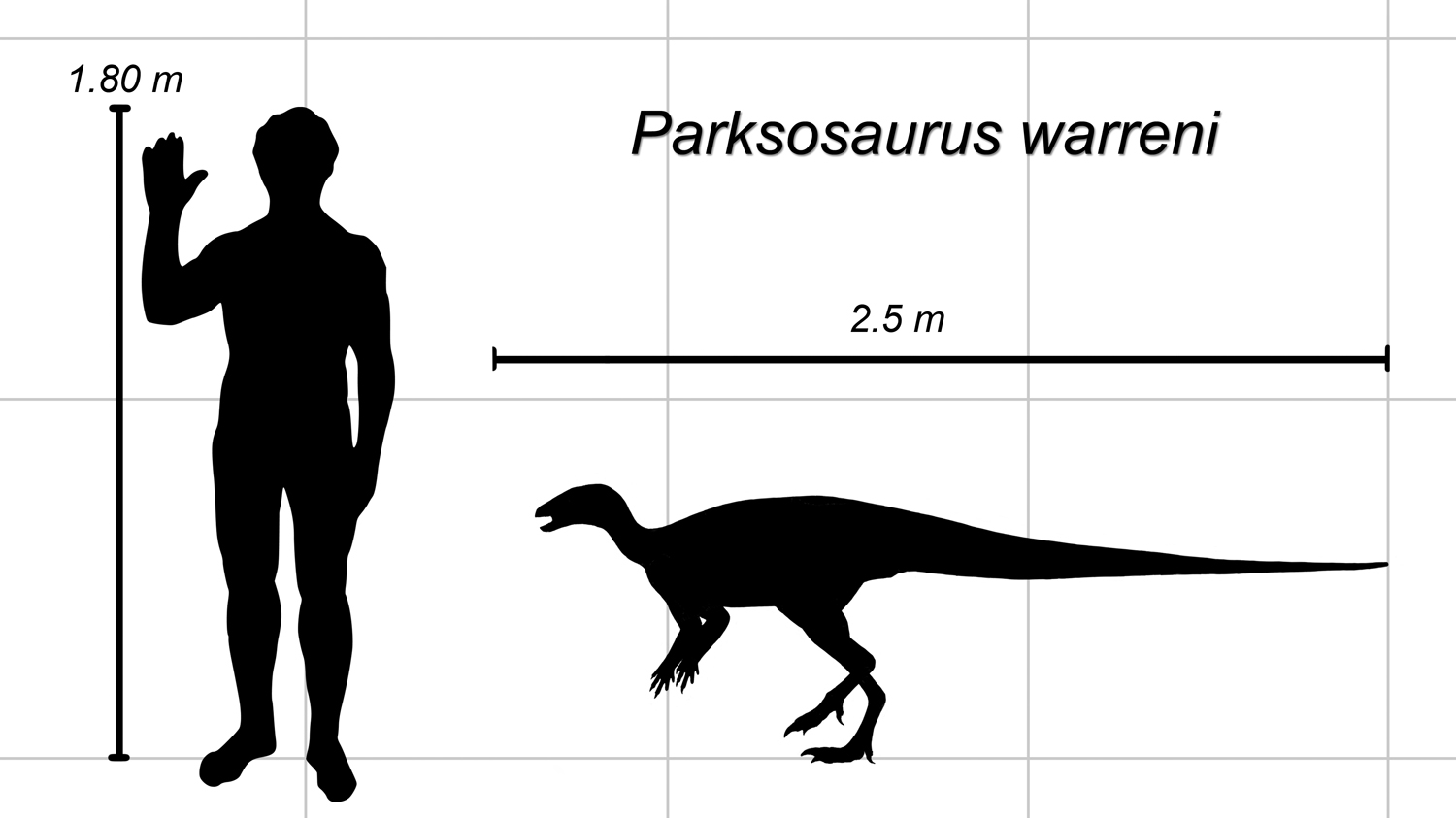
Diagrama da escala do Parksosaurus